# Росгеология
Акционерное общество «Росгеология» — российский государственный холдинг, объединяющий государственные геологоразведочные предприятия РФ, со штаб-квартирой в Москве. Был создан в 2011 году и включён в список стратегических предприятий.

## История
Основано 15 июля 2011 года по Указу Президента РФ № 957 «Об открытом акционерном обществе „Росгеология“» путём переименования ПАО «Центргеология» (г. Москва). Переименование происходило на основании Распоряжения Правительства РФ № 1383-р от 03 августа 2011 г. и Распоряжения Росимущества № 1952-р от 14 сентября 2011 г. В 2004 году завершился процесс акционирования «Центргеологии», которое ранее имело форму Федерального Государственного Унитарного Предприятия.
«Центргеология» являлась преемником Московского отделения Геологического комитета (МОГК). Отделение было учреждено 19 октября 1918 года специальным постановлением Высшего совета народного хозяйства. Официальное «Положение о Московском отделении Геологического комитета» было опубликовано 6 декабря 1918 года. Отделение стало первой в РСФСР Территориальной геологической службой, в задачи которой входило: Планомерное геологическое изучение территорий РСФСР, выявление недровых ресурсов Федерации и их охрана по заданиям, плану и указаниям Правительства по созданию сырьевой базы для горной промышленности, по ускорению составления общей геологической карты РСФСР, по обслуживанию сельского хозяйства и народного хозяйства в целом в порядке максимального выявления минеральных богатств РСФСР для использования их в целях индустриализации".
Во главе Московского отделения Геолкома находился совет из 3х человек, первым председателем которого был избран горный инженер А. Н. Рябинин. Общая численность персонала составляла тогда 53 человека. Первоначально отделение занималось преимущественно геологической съёмкой, в последующие годы направления деятельности предприятия существенно расширились.
Названия организаций и функции геологического ведомства Центральных районов России менялись:
- 1918 — Московское отделение Геологического комитета (МО Геолкома)
- 1929 — Московское районное геологоразведочное управление (МРГРУ)
- 1938 — Московское государственное геологическое управление (МосГГУ)
- 1954 — Геологическое управление Центральных районов (ГУЦР)
- 1967 — Территориальное геологическое управление Центральных районов (ТГУЦР)
- 1980 — Производственное геологическое объединение Центральных районов (ПГО «Центргеология»)
- 1991 — Государственное геологическое предприятие «Центргеология» (ПГО-ГГП «Центргеология»)[3].

Впервые идея создания на базе государственных геологических предприятий единой производственной структуры была озвучена в марте 2008 года. Минприроды представило концепцию развития отрасли в виде создания госкорпорации «Геологоразведка» на базе геологических ФГУПов, подконтрольных Роснедрам и Росимуществу. Тогда же данный вопрос получил широкое обсуждение на Парламентских слушаниях в Совете Федерации на тему «Состояние и проблемы законодательного обеспечения геологического изучения недр России».
О планах создания «Росгеологии» Министерство природных ресурсов и экологии Российской Федерации объявило 2 октября 2009 года. В холдинг планировалось включить геологические предприятия, находящиеся в государственной собственности: фонды, научные институты и геологоразведочные предприятия. Вице-премьер Игорь Сечин поддержал эту идею, и вскоре внёс этот проект на рассмотрение правительства России.
В 2010 году правительством Российской Федерации была рассмотрена и утверждена «Стратегия развития геологической отрасли в России до 2030 года», где создание «Росгеологии» было обозначено как один из этапов реформирования геологической отрасли России. В июле 2011 года вышел Указ Президента о создании «Росгеологии» и соответствующее Распоряжение Правительства РФ.
Первым генеральным директором ОАО «Росгеология» стал Сергей Донской, который занимал этот пост до мая 2012 года, когда был назначен Министром природных ресурсов и экологии РФ.
С июля 2013 года по апрель 2019 года генеральным директором холдинга являлся Роман Панов.
С апреля 2019 - апрель 2024 года генеральным директором являлся Сергей Николаевич Горьков
В феврале 2014 года на совещании под председательством Министра природных ресурсов и экологии РФ Сергея Донского было принято решение о создании на базе «Росгеологии» Координационного центра по изучению и освоению нетрадиционных видов и источников углеводородного сырья..
Правительство в октябре 2014 года рассмотрело возможность преобразования холдинга в госкорпорацию, и наделение её дополнительными полномочиями в условиях осложнения международной обстановки. Позднее эта инициатива была одобрена Владимиром Путиным.

## Собственники и руководство
100 % капитала Росгеологии находится в собственности государства (Федеральное агентство по управлению государственным имуществом).
Принципиальные решения по управлению компанией принимает Правительство Российской Федерации.
Согласно Постановлению Правительства Российской Федерации от 5 октября 2012 г. N 1017, органом, уполномоченным давать предварительное согласие ОАО «Росгеология», как стратегическому предприятию, на совершение действий, предусмотренных пунктом 1 Указа Президента Российской Федерации от 11 сентября 2012 г. N 1285 «О мерах по защите интересов Российской Федерации при осуществлении российскими юридическими лицами внешнеэкономической деятельности», является Минприроды России.
Руководство
- 2011—2012 — Донской Сергей Ефимович, генеральный директор
- 2012—2013 — Третьяков Андрей Викторович, врио генерального директора
- 2013—2019 — Панов Роман Сергеевич, генеральный директор
- 2019 — Сучков Сергей Александрович — врио генерального директора
- С 1 апреля 2019 — Горьков Сергей Николаевич, генеральный директор — председатель правления.

## Предприятия холдинга
В конце 2013 года Росгеология завершила процесс по консолидации предприятий, перечисленных в Указе Президента РФ № 957 «Об открытом акционерном обществе „Росгеология“».
В состав Росгеологии входят 63 предприятия, расположенные во всех федеральных округах страны:
- Александровская опытно-методическая экспедиция, г. Александров Владимирской области
- Амургеология, г. Благовещенск
- Баженовская геофизическая экспедиция, г. Заречный Свердловской области
- Берег, г. Абакан
- Геокарта-Пермь, г. Пермь
- Горно-Алтайская экспедиция, с. Малоенисейское Бийского района Алтайского края
- Гравиметрическая экспедиция N 3, г. Красноярск
- Кавказгеология, г. Черкесск
- Камский научно-исследовательский институт комплексных исследований глубоких и сверхглубоких скважин, г. Пермь
- Камчатгеология, г. Петропавловск-Камчатский
- Компания вотемиро, с. Нежинка Оренбургской области
- Кольцовгеология, г. Ессентуки Ставропольского края
- Красноярскгеолсъемка, г. Красноярск
- Магадангеология, г. Магадан
- Московский научно-производственный центр геолого-экологических исследований и использования недр «Геоцентр-Москва», г. Москва
- Научно-производственный Центр по сверхглубокому бурению и комплексному изучению недр Земли, г. Ярославль
- Приморгеология, г. Владивосток
- Сахалинская геологоразведочная экспедиция, г. Южно-Сахалинск
- Северкварцсамоцветы, г. Санкт-Петербург
- Севосгеологоразведка, г. Владикавказ
- Тульское научно-исследовательское геологическое предприятие, г. Тула
- Челябинскгеосъемка, г. Челябинск
- Читагеолсъемка, г. Чита
- Южгеология, г. Ростов-на-Дону
- Бурятский центр региональных геологических работ (позже АО «Бурятгеоцентр»), г. Улан-Удэ
- Волгагеология, г. Нижний Новгород
- Всероссийский научно-исследовательский институт геофизических методов разведки, г. Москва
- Георегион, г. Анадырь
- Дальгеофизика, г. Хабаровск
- Запсибгеолсъемка, пос. Елань Кемеровской области
- Иркутскгеофизика, г. Иркутск
- Кавказгеолсъемка, г. Ессентуки Ставропольского края
- Северо-западное производственно-геологическое объединение, г. Санкт-Петербург
- Севзапгеология, г. Санкт-Петербург
- Севморгео, г. Санкт-Петербург
- Центркварц, г. Москва
- Читагеологоразведка, г. Чита

В феврале 2014 года подписан Указ о передаче Росгеологии 100 % минус одна акция ОАО «Зарубежгеология».
Согласно Стратегии развития Росгеологии до 2020 года, в планы компании входит консолидация ещё 14 геофизических предприятий.
19 февраля 2015 года подписаны Указы, согласно которым в уставной капитал «Росгеологии» вошли акции 15 предприятий, часть из которых были преобразованы из ФГУПов в открытые акционерные общества:
- ОАО «Арктические морские инженерно-геологические экспедиции» (АМИГЭ), г. Мурманск
- ОАО «Волгограднефтегеофизика», г. Волгоград
- ОАО «Дальморнефтегеофизика», г. Южно-Сахалинск
- ОАО «Калининградгеофизика», г. Калининград
- ОАО «Краснодарнефтегеофизика», г. Краснодар
- ОАО «Нижневартовскнефтегеофизика», г. Нижневартовск
- ОАО «Пермнефтегеофизика», г. Пермь
- ОАО «Самаранефтегеофизика», г. Самара
- ОАО «Севморнефтегеофизика», г. Мурманск
- ОАО «Сибнефтегеофизика», г. Новосибирск
- ОАО «Союзморгео», г. Геленджик
- ОАО «Ставропольнефтегеофизика», г. Ставрополь. Образован 1 января 1969 года как Государственный производственный геофизический трест «Ставропольнефтегеофизика»[28].
- ОАО «Ухтанефтегазгеология», г. Ухта
- ОАО «Центральная геофизическая экспедиция» (ЦГЭ), г. Москва
- ОАО «Вниизарубежгеология», г. Москва

До 19 Февраля 2017 года должны быть преобразованы в акционерные общества с последующим включением акций в уставной капитал АО «Росгеология»:
- ФГУП «Всероссийский научно-исследовательский институт гидрогеологии и инженерной геологии» (ВСЕГИНГЕО)
- ФГУНПП «Геологоразведка», г. Санкт-Петербург
- ФГУП «Нижневолжский научно-исследовательский институт геологии и геофизики» (НВНИИГГ), г. Саратов
- ФГУП «Сибирский научно-исследовательский институт геологии, геофизики и минерального сырья» (СНИИГГиМС), г. Новосибирск
- ФГУП «Всероссийский нефтяной научно-исследовательский геологоразведочный институт» (ВНИГРИ), г. Санкт-Петербург
- ФГУП «Всероссийский научно-исследовательский геологоразведочный институт угольных месторождений» (ВНИГРИуголь), г. Ростов-на-Дону
- ФГУНПП «Полярная морская геологоразведочная экспедиция» (ПМГРЭ), г. Санкт-Петербург
- ФГУГП «Урангеологоразведка» (Урангео), г. Иркутск
- ФГУНПП «Аэрогеология», г. Москва
- ФГУГП «Южное научно-производственное объединение по морским геологоразведочным работам» (Южморгеология), г. Геленджик

## Деятельность
Компаниями, ныне входящими в холдинг, (ранее являвшимися подразделениями Министерства геологии СССР) было открыто более 1000 месторождений, среди которых крупнейшие месторождения углеводородного сырья и твёрдых полезных ископаемых, такие как Астраханское (2,5 трлн м³ газа), Тенгизское (3,1 млрд тонн нефти), Ковыктинское (1,9 трлн м³ газа), Сухой Лог (порядка 2 тыс. т золота), Курская магнитная аномалия и многие другие.
У предприятий Росгеологии богатый опыт реализации проектов за рубежом: десятки открытых месторождений в странах Азии, Европы, Африки и Латинской Америки.
С 2011 года Предприятия холдинга ведут работы по геоэкологическому обследованию и ликвидации накопленного экологического ущерба в Арктике. В 2013 году Росгеология стала победителем в конкурсе на право осуществления очистки от мусора территории на островах архипелага Земля Франца-Иосифа по заказу Национального парка «Русская Арктика». По условиям конкурса, компания должна вывести с островов 16 тыс. т отходов до 2015 года.
Среди клиентов Росгеологии такие компании, как «Лукойл», «Северсталь», ГМК «Норильский никель», «Итера», «НЛМК», «Сибуглемет», BP, Chevron и многие другие.
Компания ведёт переговоры с зарубежными странами о реализации проектов на их территории, в частности, участии в разведке месторождений углеводородов на шельфе ЮАР, геологоразведочных работах в странах Латинской Америки и Юг-Восточной Азии.
Компания планирует закупить 2 судна арктического класса для проведения геологоразведочных работ в Арктике.
Совместно с «Внешэкономбанком» холдинг планирует реализовать проект эколого-газохимического кластера в Сахалинской области
По словам главы Росгеологии Романа Панова, холдинг рассчитывает на получение привилегий со стороны государства и намерен добиваться получения прав на ведение работ на бесконкурсной основе. В том числе это касается проведения геологоразведочных работ на шельфе Арктики.. Данные привилегии в части работ по государственному заказу были получены в 2015 году и продолжались до 2019 года.

### Рейтинговые оценки
Рейтинговое агентство АКРА в 2020 году присвоило АО «Росгео» рейтинговую оценку A(RU)  со стабильным прогнозом. Рейтинг ежегодно подтверждался, в сентябре 2024 году был понижен до А-(RU) с негативным прогнозом, затем - до уровня CC(RU). В октябре того же года рейтинг был отозван.

## Критика
В 2010 году глава партии «Справедливая Россия» Сергей Миронов ещё до создания холдинга считал, что госкорпорация «Росгеология» не будет эффективна, и что взамен этой компании будет целесообразнее создать Министерство геологии.
В 2010 году Минэкономразвития высказывало опасения, что новый холдинг может нарушить конкурентную среду в геологической сфере, и были намерены проанализировать его деятельность.
В конце января 2019 года вокруг руководства компании разгорелся скандал — Telegram-канал «Медиакиллер» опубликовал отрывок из стрима заместителя главы Росгеологии Руслана Горринга, который играет в PUBG и параллельно рассказывает о своих рабочих буднях: о сексе со своими подчиненными, о том, со сколькими из них он спал и как уволил работницу за то, что та купила авиабилеты не первого, а всего лишь бизнес-класса.
29 января 2019 с Русланом Горрингом были расторгнуты договорные отношения. 8 марта он был задержан и помещён в СИЗО по уголовному делу о мошенничестве в особо крупном размере. При этом отмечалось, что «он будет находиться под стражей на общих условиях, за чем строго проследят».
21 марта 2019 года гендиректор Панов был уволен решением правительства РФ.

## Санкции
23 февраля 2024 года как «крупное российское государственное предприятие, поддерживающее будущие энергетические проекты», Росгеология включена в блокирующий санкционный список США. Также под санкции попали большинство её дочерних структур и принадлежащих ей судов. По аналогичным основаниям включена в санкционный список Австралии.